# تردید (فیلم ۲۰۰۸)
تردید (به انگلیسی: Doubt) نام فیلم درامی است که در سال ۲۰۰۸ به کارگردانی جان پاتریک شنلی ساخته شد. این فیلم موفق شد در ۴ رشتهٔ بهترین فیلم‌نامه اقتباسی، بهترین بازیگر نقش اول زن برای بازیِ مریل استریپ، بهترین بازیگر نقش مکمل مرد برای بازیِ فیلیپ سیمور هافمن و بهترین بازیگر نقش مکمل زن برای نقش‌آفرینی‌های امی آدامز و ویولا دیویس نامزد جایزه اسکار شود. داستان، نمایش شک و بیان آن است.

## داستان
در سال ۱۹۶۴ پدر فلین(هافمن) موعظه‌ایی در مورد شک بیان می‌دارد که خواهر بوویر(استریپ) در مورد برداشت از آن نظر دیگر راهبه‌ها را جویا می‌شود. خواهر جیمز(آدامز) رابطه نزدیک پدر را با تنها دانش‌آموز سیاه‌پوست، رونالد مودلر، می‌بیند به شک می‌افتد و این رابطه را به خواهر بوویر گزارش می‌دهد. پس از پیگیری خواهر بوویر، پدر فلین از او میخواهد که کاری به این مسئله نداشته باشد ولی او دست بردار نیست... . این شک و تردید نهایتأ به رفتن پدر از کلیسا تبدیل می‌شود. در آخر فیلم ایمان خواهر بوویر شک درونی او را هویدا می‌کند و با اشک می‌گوید: مشکوکم، به کاری که کردم بسار شک دارم.